# 南東ペンシルベニア交通局
南東ペンシルベニア交通局（なんとうペンシルベニアこうつうきょく、Southeastern Pennsylvania Transportation Authority）は、アメリカ合衆国・ペンシルベニア州の最大都市であるフィラデルフィア市を中心に展開する地下鉄・近郊電車・路面電車・ライトレール・バスのネットワークを運営する公共交通事業者である。略称はSEPTA（セプタ）。

## 地下鉄
SEPTAは、フィラデルフィア市内を東西に貫くマーケット・フランクフォード線（ブルーライン）と、市内を南北に貫くブロードストリート線（オレンジライン）という二つの地下鉄路線を展開している。二つの路線はフィラデルフィア市中心部の13番街駅（13th Street）および11番街駅（11th Street）と市役所駅（City Hall）で乗換が可能となっている。また、ブロードストリート線とフィラデルフィアの北を運行する近郊電車のいくつかの路線とは、ブロードストリート線の始発駅であるファーンロック交通センター駅で乗り換えが可能である。なお、マーケット・フランクフォード線とブロードストリート線にはそれぞれスプリング・ガーデン（Spring Garden）とアレゲニー（Allegheny）という名の駅があるが、どちらも別々の場所にあり、乗換はできない。

### マーケット・フランクフォード線

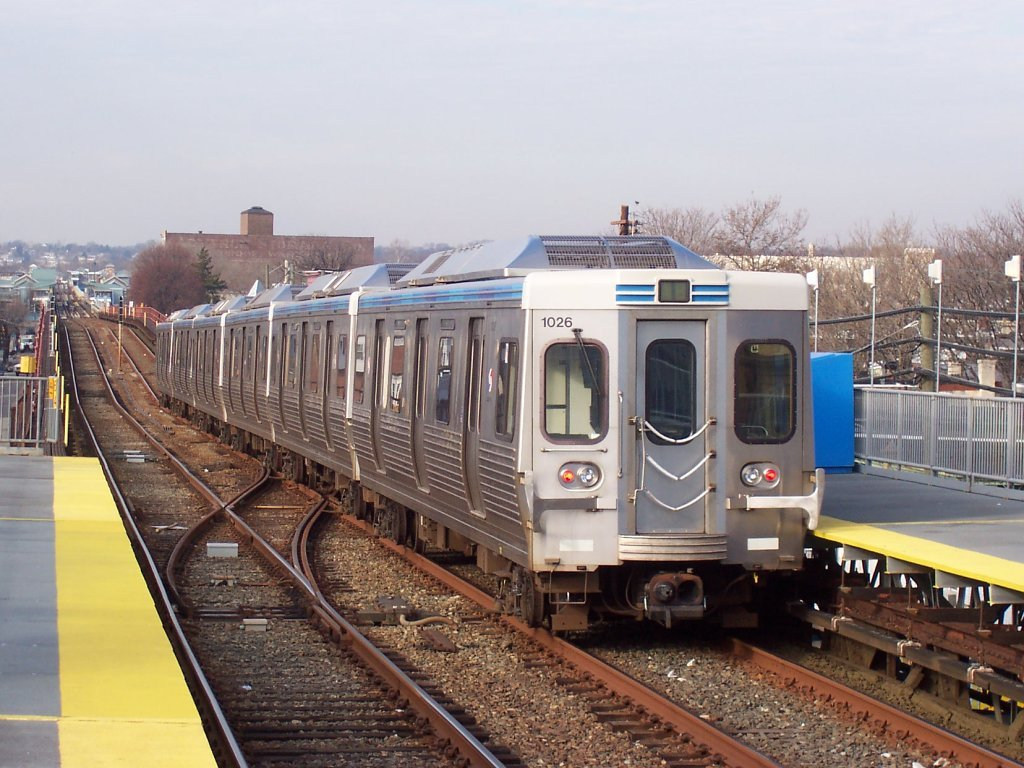
マーケット・フランクフォード線の電車

- MarKet-Frankford Line （Blue Line）

69番街ターミナル駅（69th Street Terminal） - ミルボーン駅（Millbourne） - 63番街駅（63rd Street） - 60番街駅（60th Street） - 56番街駅（56th Street） - 52番街駅（52nd Street） - 46番街駅（46th Street） - 40番街駅（40th Street） - 34番街駅（34th Street） - 30番街駅（30th Street） - 15番街駅（15th Street） - 13番街駅（13th Street） - 11番街駅（11th Street） - 8番街駅（8th Street）- 5番街駅（5th Street） - 2番街駅（2nd Street） - スプリング・ガーデン駅（Spring Garden） - ジラード駅（Girard） - バークス駅（Berks） - ヨーク＝ドーフィン駅（York-Dauphin） - ハンティントン駅（Huntington） - サマーセット駅（Somerset） - アレゲニー駅（Allegheny） - ティオーガ駅（Tioga） - イーリー駅（Erie）-トーレスデイル駅（Torresdale） - チャーチ駅（Church） - マーガレット＝オーソドックス駅（Margaret-Orthodox） - フランクフォード交通センター駅（Frankford Transportation Center）

#### 急行運転
- マーケット・フランクフォード線も急行運転は存在するが、2012年6月17日現在では上下の始発電車のみである。

### ブロードストリート線

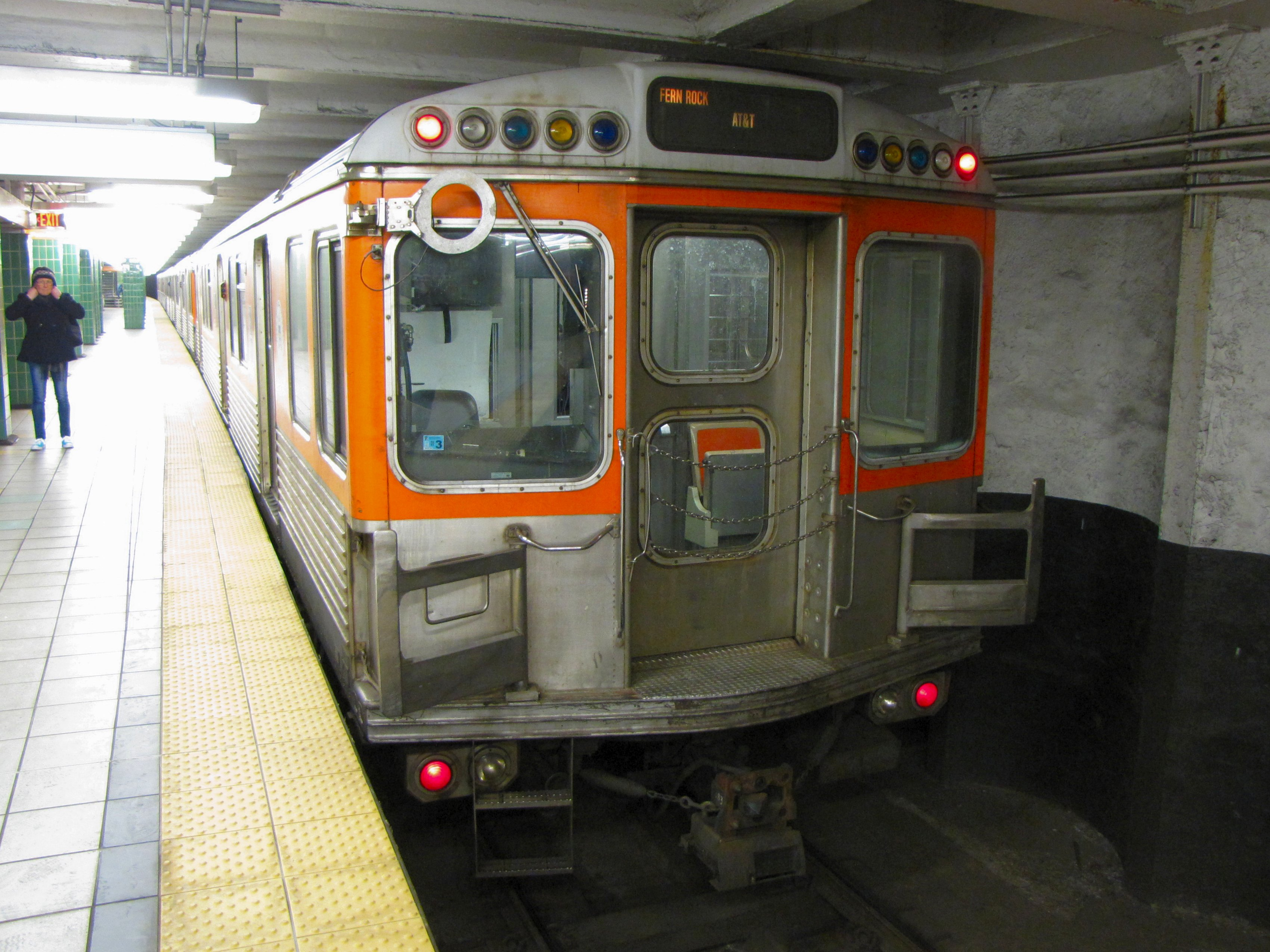
ブロードストリート線の電車。（2010年12月28日撮影。）

- Broad Street Line （Orange Line）

ファーンロック交通センター駅（Fern Rock Transportation Center） - オルニー交通センター駅（Olney Transportation Center） - ローガン駅（Logan） - ワイオミング駅（Wyoming） - ハンティング・パーク駅（Hunting Park） - イーリー駅（Erie） - アレゲニー駅（Allegheny） - ノースフィラデルフィア駅（North Philadelphia） - サスケハナ＝ドーフィン駅（Susquehanna-Dauphin）- シースル・B・ムーア駅（Cecil B. Moore） - ジラード駅（Girard） - フェアマウント駅（Fairmount） - スプリング・ガーデン駅（Spring Garden） - レイス＝ヴァイン/コンベンションセンター駅（Race-Vine/Convention Center） - 市役所駅（City Hall） - ウォールナット＝ローカスト駅（Walnut-Locust） - ロンバード＝サウス駅（Lombard-South） - エルズワース＝フェデラル駅（Ellsworth-Federal） - タスカー＝モリス駅（Tasker-Morris） - スナイダー駅（Snyder） - オレゴン駅（Oregon） - パティソン駅（Pattison）- AT&Tスポーツ娯楽コンプレックス駅（AT&T Sports & Entertainment Complex）

#### 支線
- Broad-Ridge Spur (ブロード＝リッジ・スパー)
- ブロードストリート線の支線である。終点の8番街駅（8th Street）でマーケット・フランクフォード線（Blue Line）と乗り換えられる。2012年6月17日現在の時刻表では、昼間時間帯は20分ごとの運転となっている。

フェアマウント駅（Fairmount） - チャイナタウン駅（Chinatown） - 8番街駅（8th Street）

#### 急行運転
北方面急行サービス
この急行運転は、ウォールナット＝ローカスト駅からファーンロック交通センター駅までを運行するものである。午前6:15 から午後7:02 までの時間帯にて運行されている。2012年6月17日現在の時刻表では、通勤時間帯は7分ごと、昼間時間帯は12分ごとの運行となっている
南方面急行サービス
この急行運転は、ファーンロック交通センター駅からウォールナット＝ローカスト駅までを運行するものである。午前5:49 から午後6:32 までの時間帯にて運行されている。2012年6月17日現在の時刻表では、通勤時間帯は7分ごと、昼間時間帯は12分ごとの運行となっている。

### 車両

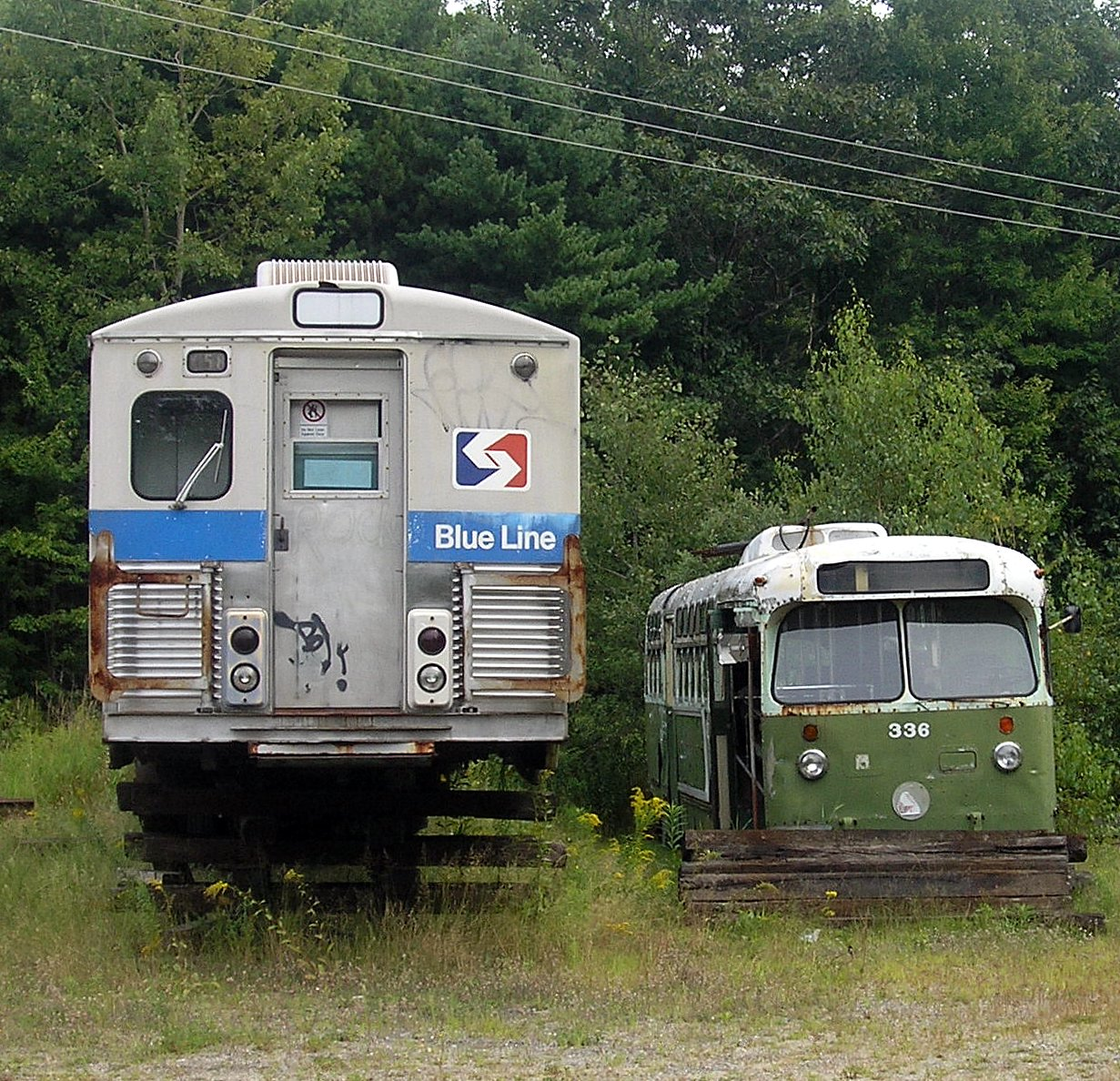
マーケット・フランクフォード線（ブルーライン）でかつて使われていたM-3形電車（左、保存車）

ブロードストリート線の車両は川崎重工業製で、マーケット・フランクフォード線の車両はアドトランツ製である。マーケット・フランクフォード線の電車が現在の車輌に置き換わる以前は、日本初のオールステンレスカーである東急7000系電車 (初代)の手本となったことで知られるバッド社製のM-3形電車が使用されていた。この車輌はフィラデルフィアを舞台とした映画『ロッキー』の作中でも背景にたびたび登場している。

## 近郊電車

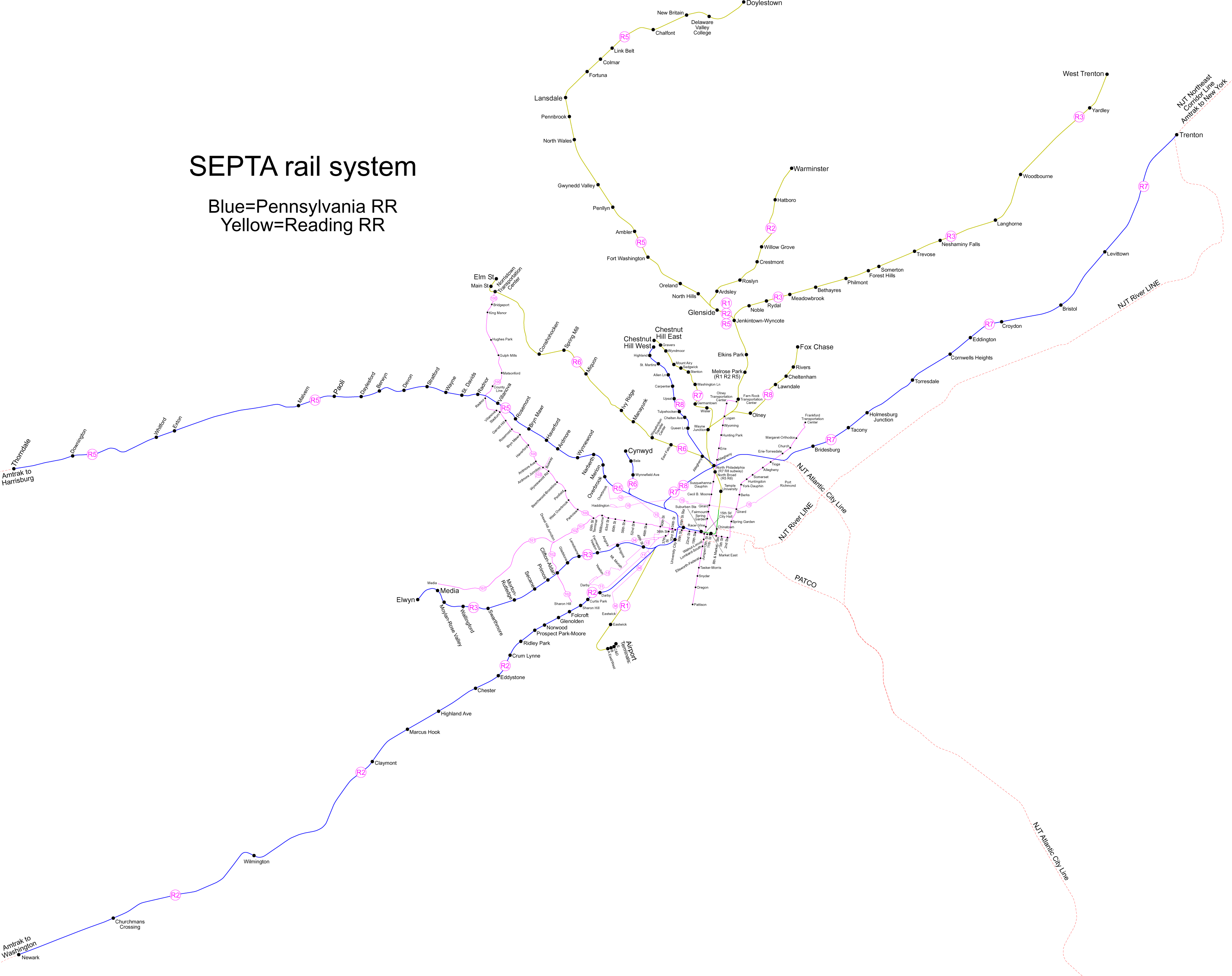
SEPTAの近郊電車路線図

フィラデルフィア市の30番街駅（30th Street Station）やマーケットイースト駅（Market East Station）を中心に計七つの路線が運営されており、旧R2、R5およびR7線は、アムトラックと路線を共有している。これらの路線にはフィラデルフィアと郊外を結ぶ通勤電車が運行し、ニュージャージー州トレントンやウェストトレントン、デラウェア州ニューアークとフィラデルフィアを結んでいる。また、空港線はフィラデルフィア市中心部とフィラデルフィア国際空港のターミナルを往復する。2010年7月25日、これまで使用されていた路線番号の代わりに路線をターミナル駅の名称で呼ぶ変更がなされた。
- 空港線（旧R1）－フィラデルフィア国際空港駅 - テンプル大学駅
- ニューアーク線（南行き）、ウォーミンスター線（北行き）（旧R2）
- ミディア・エルウィン線（南行き）、ウェストトレントン線（北行き）（旧R3）
- ペイオーリ・ソーンデイル線（南行き）、ランズデイル・ドイルスタウン線（北行き）（旧R5）
- キンウィッド線（南行き）、ノリスタウン線（北行き）（旧R6）
- チェスナットヒルイースト線（南行き）、トレントン線（北行き）（旧R7）
- チェスナットヒルウェスト線（西行き）、フォックスチェイス線（東行き）（旧R8）

## 路面電車およびライトレール

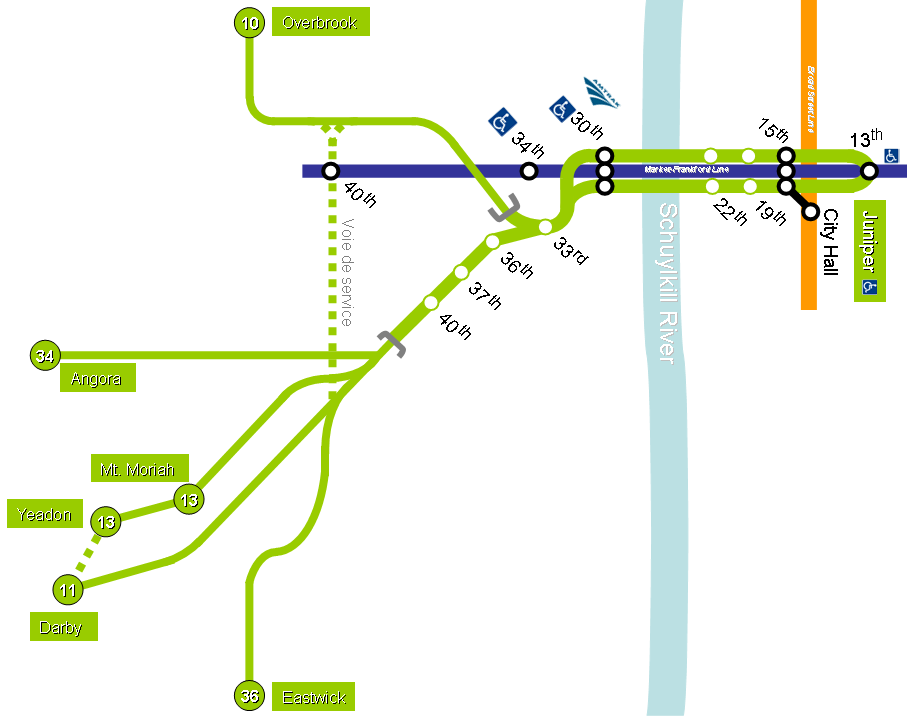
路面電車網の路線図

ルート100の路線図

現在、6系統の路面電車と3系統のライトレール路線（ルート100）があり、市の中心地では、路線の共通化と地下化がなされている。このうち、ノリスタウン高速線（旧称:ルート100）、ルート101および102は、フィラデルフィア市郊外を走っている。ノリスタウン高速線は全線が立体交差化されており、第三軌条方式を採用している。
- ルート10－オーヴァーブルック（Overbrook） - センターシティ（Center City）
- ルート11－ダービー（Darby） - センターシティ（Center City）
- ルート11－イードン（Yearn）- センターシティ（Center City）
- ルート34－アンゴラ（Angora） - センターシティ（Center City）
- ルート36－イーストウィック（Eastwick） - センターシティ（Center City）
- ノリスタウン高速線（旧称:ルート100）－69番街駅（69th Street Station） - ノリスタウン交通センター（Norristown Transportation Center）
- ルート101－69番街駅（69th Street Station） - ミディア（Media）
- ルート102－69番街駅（69th Street Station） - シャロンヒル（Sharon Hill）

### 車輌
SEPTAでは比較的近年までPCCカーを大量に使用していた。1980年代、川崎重工製軽快電車である・100形・9000形の導入でその大部分は退役したが、サンフランシスコ市営鉄道に移籍しFラインに使われているものもある。ここでは、フィラデルフィアはもとより全米各地のPCCカーの塗装に変更され運用されている。SEPTAに残ったPCCカーは、冷房化などの改造を経て路線を限定して使用されている。2009年よりノリスタウン高速線と改称されたルート100では、かつてブリル社製の高速電車「ブレット」やエレクトロライナー（「リバティーライナー」と改称して使用）などが用いられていたが、2017年現在はABB（現:アドトランツ）製の小型電車「N-5型」が専ら用いられている。

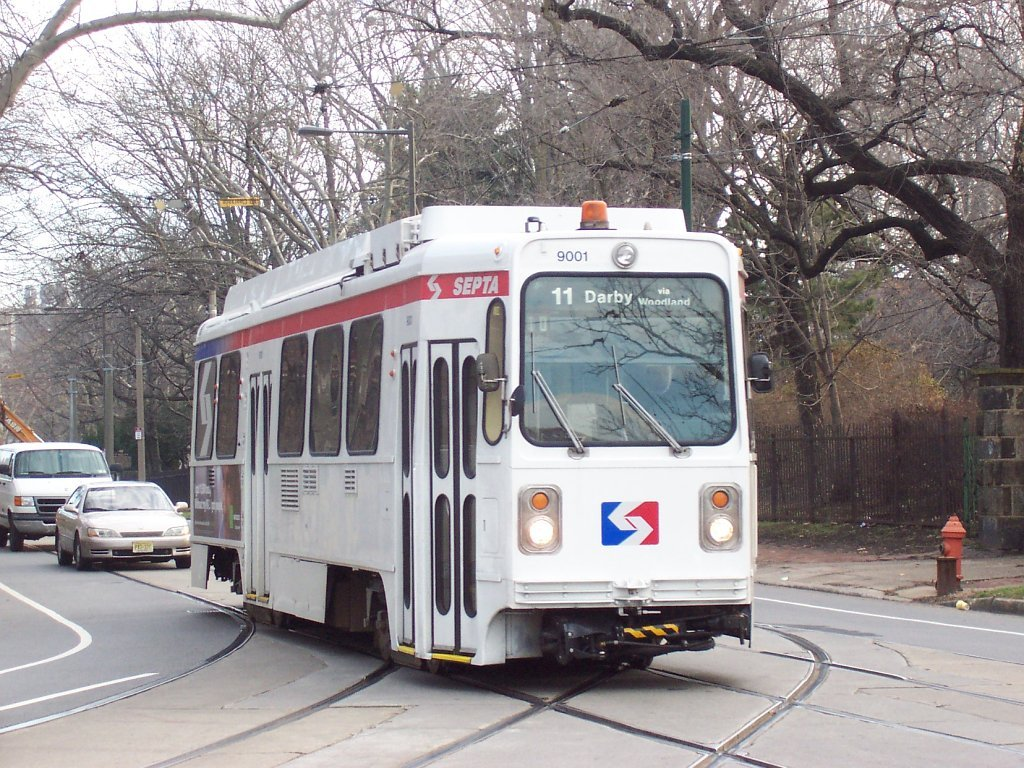
SEPTAの路面電車（9000形、ルート11）
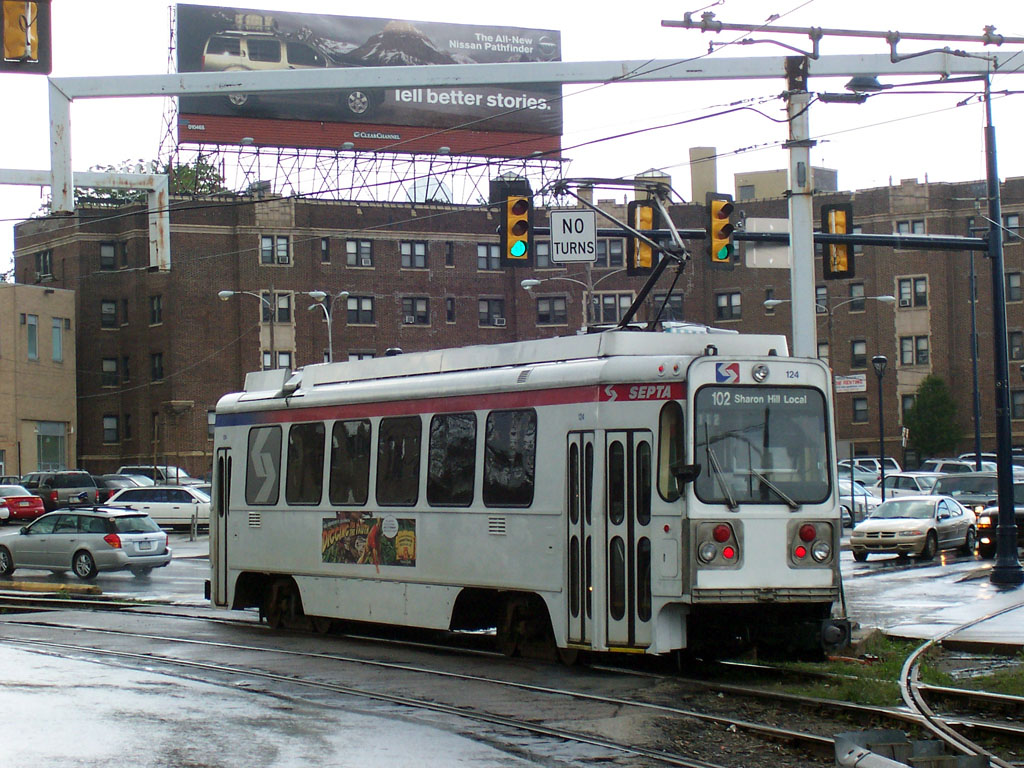
SEPTAのライトレール（100形、ルート102）
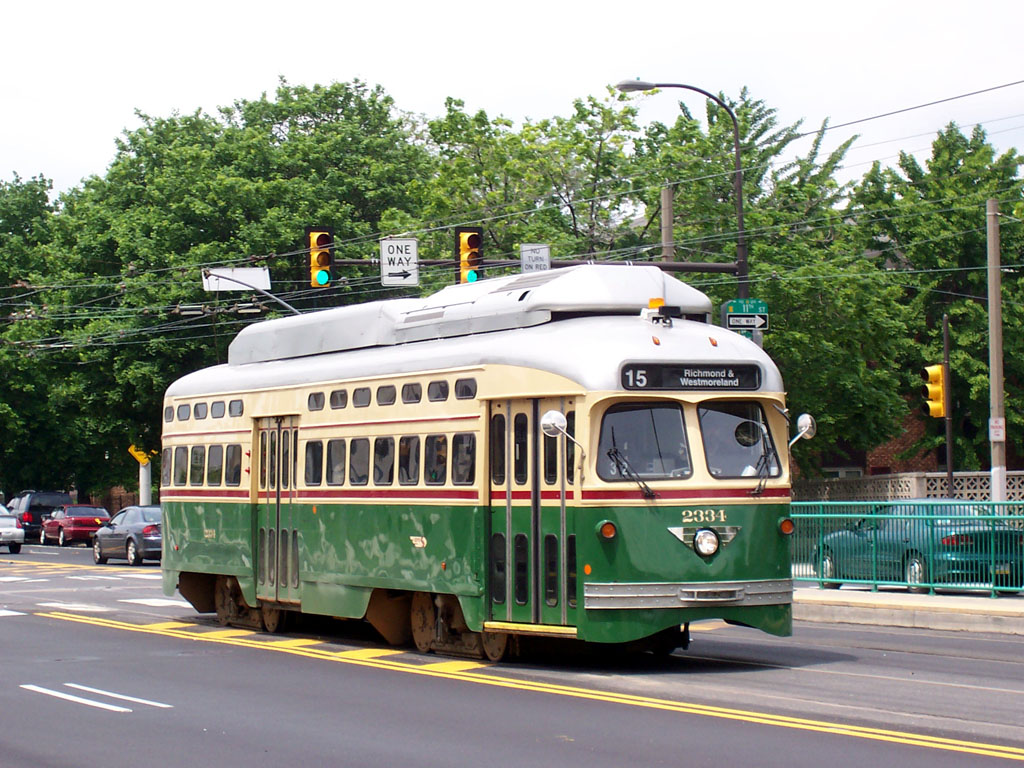
保存鉄道・ルート15を走行するPCCカー
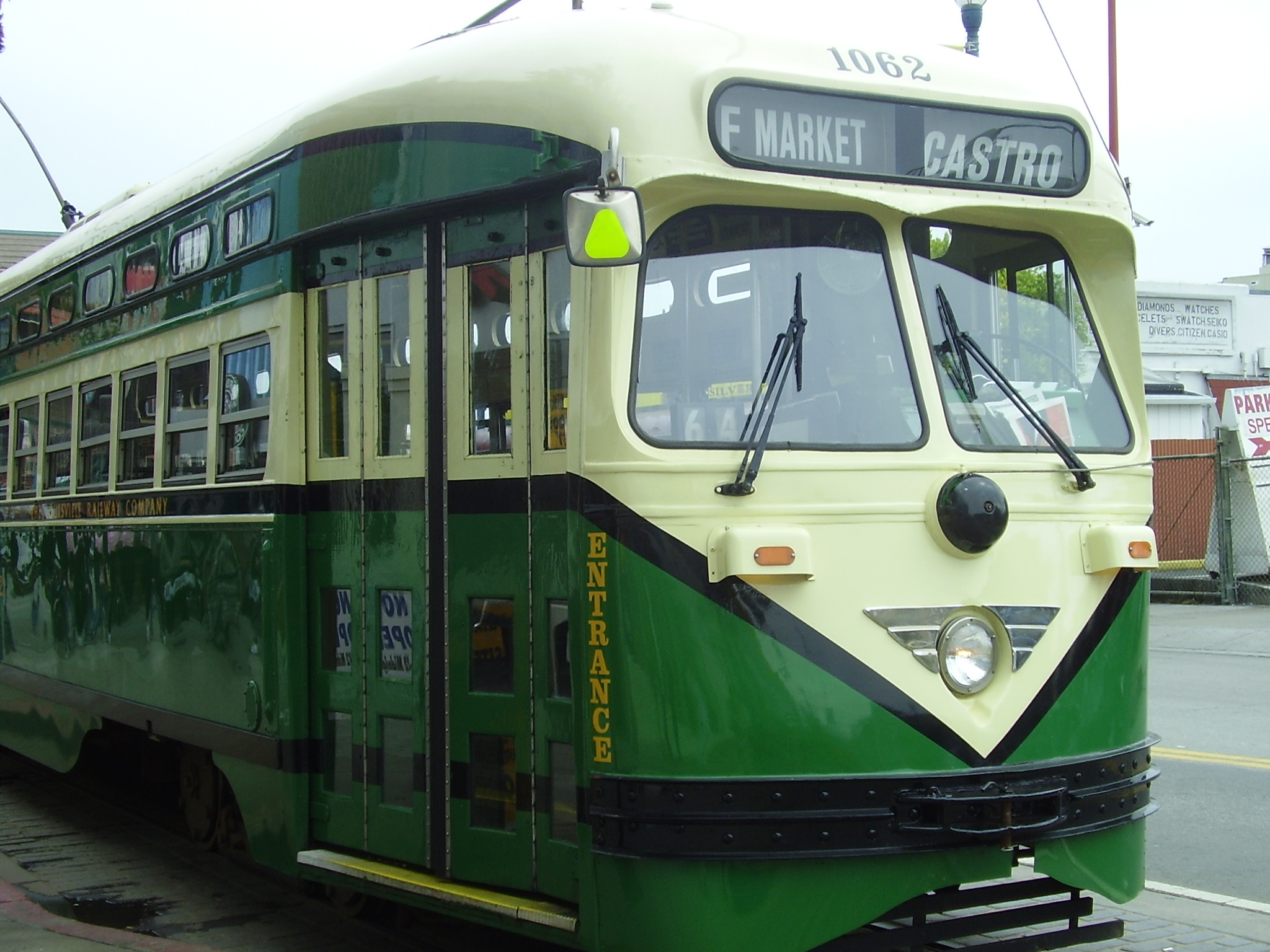
サンフランシスコ市営鉄道に移籍しルイビル塗装を纏う元SEPTAのPCCカー
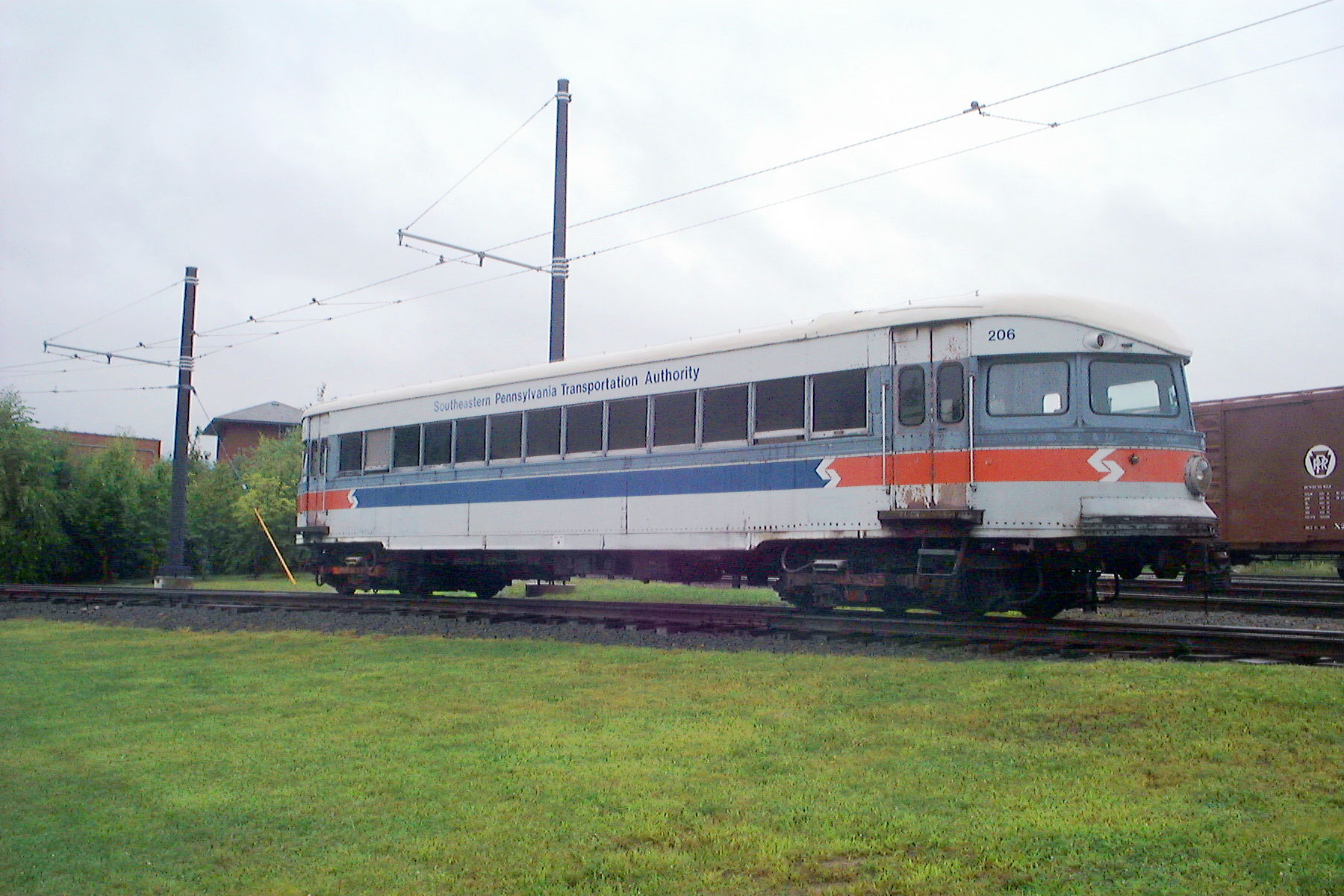
SEPTA塗装の「ブリル・ブレット」
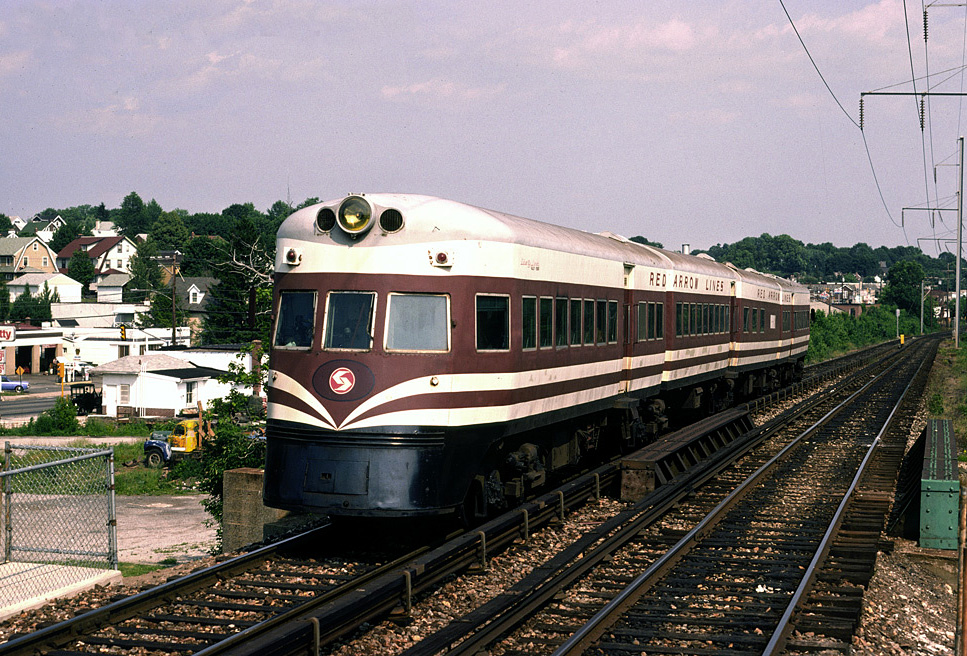
リバティーライナー
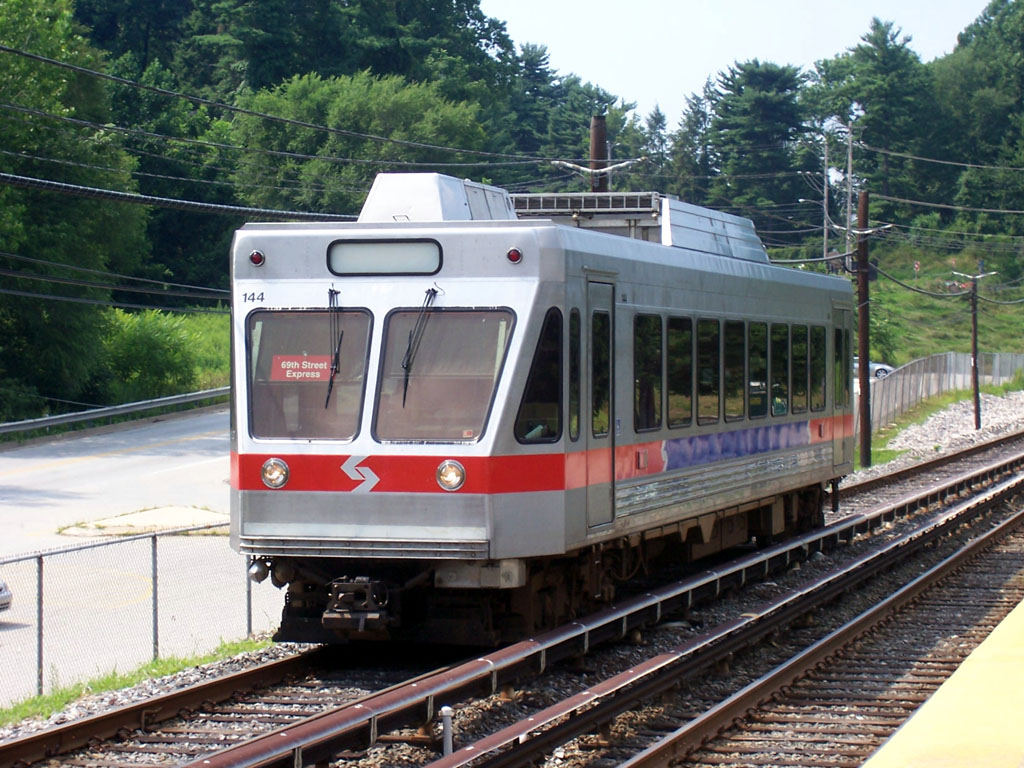
ノリスタウン高速線の現行車輌「N-5型」

## 深夜バス
深夜の0時から朝5時までの間は、マーケット・フランクフォード線（Blue Line）とブロードストリート線（Orange Line）の地下鉄路線に沿う形で深夜バス（AFTER MIDNIGHT SERVICE (BUS)）を運行している。
このように地下鉄と深夜バスを運行させることで、実質24時間営業を保っている。なお、この深夜バスは平日だけでなく、土曜日・祝日・休日も運行される。

## 歴史

### 公共交通の誕生
フィラデルフィアの都市公共交通の歴史は、1831年の乗り合い馬車路線の設立まで遡ることができる。1858年には馬車鉄道による市街鉄道が開業し、1863年には、馬に代わり小型の蒸気機関車（ダミーエンジン）が用いられるようになった。
鉄道馬車や小型蒸気機関車による市街鉄道運行はコストや信頼性の面で問題があり、新たな技術革新が求められた。1883年にはサンフランシスコで成功を収めていたケーブルカーが導入され、1892年には、電車運行が行われるようになる。電車は線路と架線の敷設だけで運行を行うことができ、地中に埋設物を必要とするケーブルカーに比べてもその建設・維持費用は安く、爆発的に広まるようになった。

### 公営化以前の公共交通運営企業

#### フィラデルフィア・ラピッド・トランジット（PRT）
初期の路面電車は複数の事業者により運営されていたが、1902年、これらの会社は統合され、フィラデルフィア・ラピッド・トランジット（Philadelphia Rapid Transit, PRT）が成立する。フィラデルフィアの市街電車網はシカゴやニューヨークに次ぐ規模を誇り、最盛期の1911年頃のその軌道延長は1,000kmを超え、4,000両近い車両が運行されていた。なお、現在でも用いられているルート・ナンバーが用いられ始めたのは1911年のことである。
この会社は、地下鉄の建設、運営も行った。1903年、マーケットストリート線の69th Street - 15th Street間が開業、その後、徐々に延伸が行われた。
1920年代、会社はバス事業にも乗り出した。市街電車網が高度の発展を遂げていたアメリカの諸都市のバスの導入は欧州の大都市に比べると遅く、フィラデルフィアにおけるバスの導入も1923年になってからであった。

#### フィラデルフィア・トランスポーテーション・カンパニー（PTC）
1934年、大恐慌の影響によりPRTは倒産し、フィラデルフィア・トランスポート・カンパニー（Philadelphia Transport Company, PTC）が生まれた。
この会社は、1955年から1966年までの11年間、ゼネラルモーターズのバス子会社であるナショナル・シティ・ラインズの支配下にあった。1958年、路面電車路線のうち35路線がバス化され、1000両近い路面電車がゼネラルモーターズ製のバスに置き換えられた。当時普及が進んでいたディーゼル駆動のバスは路面電車に匹敵する輸送能力と効率性（ガソリンエンジンのバスは小型で効率性も低かった）を持っており、GMを関係を持たない諸都市においても路面電車のバスへの置き換えが進んでいた事から、路面電車の撤去に関してどれだけの恣意性があったかについてははっきりとはしないが、がGMが親会社という立場を利用して自社製のバスを独占的に売り込んだ事実は当時から明白であった。約3分の1の路線は残り、500両のPCCカーが活躍を続けた。

#### フィラデルフィア・サバーバン・トランスポート（PST）

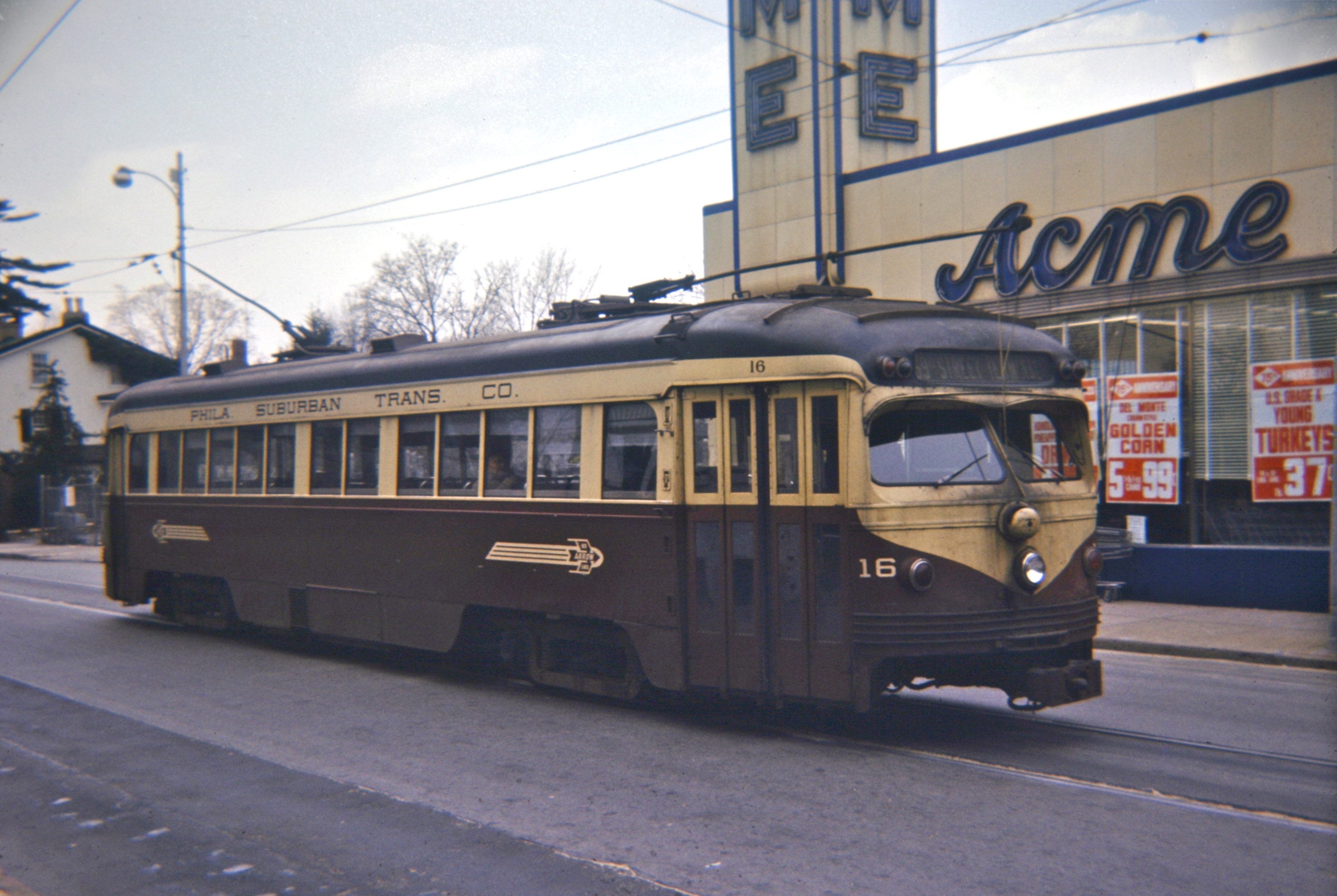
フィラデルフィア・サバーバン・トランスポートの電車（1966年）

フィラデルフィアからは、隣接するペンシルベニア州南西部の諸都市を結ぶ電鉄路線が放射状に延びていた。こうした路線網の多くは、ニューイングランドの農村部の路面電車路線と同様、低規格のもので、1930年代には消滅したが、ノリスタウン-アレンタウン間のリーバレートランジット（1951年廃止）と、この路線に接続して、フィラデルフィアの69番街ターミナルに向かう1912年に全通した高規格路線のフィラデルフィア・アンド・ウェスタン鉄道（Philadelphia and Western Railroad, P&WR）、フィラデルフィア-ウェストチェスター間のフィラデルフィア・アンド・ウェストチェスター鉄道（Philadelphia and West Chester Traction Company, P&WCT）は、郊外電車として引き続き多くの乗客を輸送していた。
1936年、P&WCTはフィラデルフィア・サバーバン・トランスポート（Philadelphia Suburban Transportation, PST）という会社に再編された。この会社は、フィラデルフィア近郊の電気鉄道会社とバス会社の統合を積極的に押し進めた。
1953年、PSTはP&WRを吸収した。1960年初頭、会社は高規格であったフィラデルフィア・ウエスタン鉄道の路線(ノリスタウン線)を残して他の鉄道路線をバス化した。

#### ペンシルバニア鉄道とレディング鉄道の近郊路線
フィラデルフィアの近郊旅客輸送は電気鉄道のみならず、都市間を結ぶ大手鉄道会社によっても行われていた。
この種の輸送の歴史は古く、1832年、フィラデルフィア・ジャーマンタウン・ノリスタウン鉄道（Philadelphia Germantown and Norristown Railroad）によってはじめられたのが最初である。その後、ペンシルバニア鉄道も近郊旅客輸送に参入したが、両者の路線には一部重複もあり、様々な形で競争が繰り広げられるようになった。
両者のフィラデルフィアの近郊輸送の特徴として、ターミナル駅の整備が挙げられる。1881年、ペンシルバニア鉄道は15番街とマーケット街の交差点にブロードストリート駅を建設し、1859年に前記フィラデルフィア・ジャーマンタウン・ノリスタウン鉄道を合併したレディング鉄道は1893年に12番街とマーケット街の交差点にターミナルを設けた。レディング鉄道のターミナルビルは市場の立ち退き問題を避けるため、市場に併設して設けられ、1階が5000平方メートルにも及ぶ巨大な小売市場、2階が列車ターミナルという構造で、大規模な商業施設を併設した駅としては先駆的な存在であった。1930年代、ペンシルベニア鉄道は路線の近代化に合わせて駅を移設、30番街駅とサバーバン駅を開設した。また、この時期にレディング鉄道は近郊路線の電化を行っている。

### SEPTAによる公営化
アメリカの他の都市と同様、フィラデルフィアにおいても、1960年代頃には私企業による公共交通運営が困難になっていった。この問題に対応するために、1960年代前半より連邦政府に都市大量輸送局(UMTA)が設けられ、補助金の支出等をはじめ、様々な施策が行われていた。
1960年代後半以降、連邦政府が推進したのは交通企業の公営化である。それまで私企業に公共交通運営を任せていた多くの都市で地方政府による交通企業の買収、公営化が行われていたが、フィラデルフィア都市圏においてもその流れを受けて1964年、交通事業を行う公社である南東ペンシルベニア交通局(SEPTA)を設立、交通企業の公営化に着手した。
SEPTAが最初に公営化したのは都市交通で、前述のフィラデルフィア・トランスポート・カンパニーは1968年、フィラデルフィア・サバーバン・トランスポートは1969年に公営化された。
郊外鉄道の公営化のケースはこれよりやや複雑である。ペンシルバニア鉄道の後継であるペン・セントラル鉄道とレディング鉄道は1970年代初頭には倒産し、国有のコンレールによって再建への道が模索されていた。近郊輸送もこの会社の管轄下にあったが、1983年にSEPTAが運行権を取得して、現在のSEPTAの路線網の原型が確立した。
公営化は実現したものの、現在に至るまでの道は平坦なものではなく、未だ大きな問題を抱えている。1つにはフィラデルフィアの人口が減少し、十分な税収、交通財源が確保できないという問題がある。SEPTAは1970年代から80年代にかけて路面電車網の一部を廃止し、残る路線の市内部分に関しては一定の評価を与えつつも主に運営費の問題から1993年以降運行を休止している。トロリーバス路線に関しても2003年より休止されていて、今後の展開が注目されている。